# Jeff Koons
Jeff Koons  (York, Pennsylvania, 21. siječnja, 1955.) je američki likovni umjetnik koji je najpoznatiji po prikazivanju banalnih pojmova od nehrđajućeg čelika visokog sjaja i zrcalne površine. Koons je također i autor najskupljeg djela živućeg umjetnika. Naime, njegovi „Tulipani” su na aukciji njujorške aukcijske kuće Christie's 14. studenog 2012. god. prodani za 33.682.500 $.

## Život i djelo
Koons je kao dječak zarađivao džeparac hodajući nakon škole od vrata do vrata i prodavajući papir za zamatanje i slatkiše. Kao mladić se zainteresirao za umjetnost, a osobito ga je fascinirao Salvador Dali, kojeg je posjetio dok je ovaj boravio u New Yorku. Slikarstvo je studirao u Chicagu i Marylandu, a nakon diplome radi kao broker i istovremeno se probija kao umjetnik.
Tijekom osamdesetih plaća reklame svojih radova u glavnim svjetskim art magazinima i daje intervjue u kojima o sebi govori u trećem licu, smatrajući se umjetnikom jednakim Michelangelu. Takav pristup je kod mnogih kolekcionara imao efekta, te Koons u New Yorku otvara atelier u kojem, slično Warholovoj tvornici, u nekim razdobljima radi i više od 30 pomoćnika.
Jedno od prvih djela kojima je Koons privukao pažnju umjetničkog svijeta je New Shelton Wet/Dry Tripledecker iz 1981. Riječ je o trostrukoj vitrini od pleksiglasa u kojoj su identičnom rasporedu poslagani najnoviji usisavači, te je potom iz nje isisan zrak čime je dobiven vakuum. Tako dobivena kompozicija jasno odaje duh Duchampovih reddy-madea.
Na sličnom tragu 1985. nastaje i drugo Koonsovo važno djelo - One Ball Total Equilibrium Tank – bazen u kojem se u destiliranoj vodi nalazi košarkaška lopta ispunjena slanom vodom, što za posljedicu ima činjenicu da se lopta uvijek nalazi u geometrijskoj sredini bazena.
U drugoj polovici osamdesetih Koonsov se izraz međutim bitno mijenja. Dok su klasični umjetnici pop arta uzimali običnu, popularnu estetiku svakodnevice da bi je uzdigli na razinu vrhunske estetike (Andy Warhol u seriji s motivom Campbel`s juha ili Brillo sapuna, ili Roy Lichtenstein u seriji uvećanih strip sličica, itd.), Koons, donekle na tragu iskustava Claesa Oldenburga koji je monumentalizirao često posve neestetske predmete iz svakidašnjice ide još dalje, te počinje stvarati kič objekte koje izlaže u galerijama, i koje tijekom devedesetih i kasnije nerijetko uvećava do grandioznih dimenzija.
Tako 1988. nastaje pozlaćeni porculanski uradak u prirodnoj veličini pod nazivom Michael Jackson i Bubbles, koji prikazuje poznatog pop pjevača u društvu svojeg ljubimca čimpanze. Taj je rad svojevrstan manifest neukusa i kiča, koji će biti glavnom odlikom Koonsova opusa tijekom devedesetih, sve do danas. 
U sličnoj maniri Koons 1991. potpisuje Jorkširske terijere, koje, kao u ostalom i druge svoje radove nije izveo sam, već je to za njega u ovom slučaju učinila tvrtka koja se bavi izradom kič suvenira. Iste 1991., Koons se ženi za poznatu porno glumicu Ilonu Staller, poznatiju pod nadimkom Cicciolina, i tada nastaju serije slika, fotografija i skulptura s motivima Koonsa i Ciccioline u različitim pozama spolnog odnosa. Djela je koncipirao Koons, ali su i njih zapravo izveli njegovi pomoćnici ili vanjski suradnici i tvrtke. No možda najbizarniji od svih Koonsovih uradaka je Puppy iz 1992. Riječ je o ogromnom, 12j4 m visokom prikazu psića terijera, izvedenom u kombinaciji nehrđajućeg čelika i cvijeća, originalno koncipiranom za izložbu u Bad Arolsenu u Njemačkoj, a kasnije postavljenom ispred Muzaja Guggenheim u Bilbau.
Stavovi likovnih kritičara o Koonsovu djelu, koje se obično svrstava u neo-geometrijski konceptualizam (skraćeno: neo-geo) ili neo pop art, vrlo su različiti.
Dok ga neki smatraju velikim umjetnikom, premda za to ne navode osobito uvjerljive argumente, drugi nisu toliko blagonakloni. 
Tako glasoviti Edward Lucie Smith pomalo cinično bilježi: „Sofisticirani gledatelji osjećaju stanovito zadovoljstvo u Koonsovim postupcima estetskog silovanja.“, a renomirani Robert Hughes ga uspoređuje sa Sewardom Johnsonom, i napominje da je ta usporedba slična usporedbi između psećeg i mačjeg izmeta.
Ipak, cijene Koonsova djela na aukcijama u pravilu dosežu rekordne, milijunske iznose. Istodobno, njegova bivša supruga Illona Staller je protiv Koonsa podigla tužbu zbog neplaćanja alimentacije.
- Posuda potpune ravnoteže s tri lopte, Tate Liverpool
- Bijeli terijer, obojeno drvo, 1988.

## Djela
- Kiepenkerl, skulptura

## Vanjske poveznice
- Jeff Koons tužen zbog plagijata (engl.)
- Druga optužba Jeffa Koonsa za plagijat u samo dva tjedna (engl.)
- Koonsova skulptura je plagijat  Arhivirana inačica izvorne stranice od 6. kolovoza 2017. (Wayback Machine)